# Liste der dänischen Kultusminister
In der Liste der dänischen Kultusminister (offiziell Minister für Kirche und Bildungswesen, dän. Minister for Kirke- og Undervisningsvæsenet) sind die Minister des von 1848 bis 1916 bestehenden dänischen Kultusministeriums aufgeführt. Nach 1916 wurden die Geschäftsbereiche aufgeteilt in ein Bildungsministerium und Kirchenministerium.
| Antritt            | Abgang             | Kultusminister                   | Lebensdaten | Partei               | Regierung                                                              |
| ------------------ | ------------------ | -------------------------------- | ----------- | -------------------- | ---------------------------------------------------------------------- |
| 22. März 1848      | 15. November 1848  | Ditlev Gothard Monrad            | 1811–1887   | De Nationalliberale  | Regierung Moltke I                                                     |
| 16. November 1848  | 7. Dezember 1851   | Johan Nicolai Madvig             | 1804–1886   | parteilos            | Regierung Moltke II, Regierung Moltke III, Regierung Moltke IV         |
| 7. Dezember 1851   | 3. Juli 1852       | Peter Georg Bang                 | 1797–1861   | parteilos            | Regierung Moltke IV, Regierung Bluhme I                                |
| 3. Juli 1852       | 21. April 1853     | Carl Frederik Simony             | 1806–1872   | De Nationalliberale  | Regierung Bluhme I                                                     |
| 21. April 1853     | 12. Dezember 1854  | Anders Sandøe Ørsted             | 1778–1860   | parteilos            | Regierung Ørsted                                                       |
| 12. Dezember 1854  | 6. Mai 1859        | Carl Christian Hall              | 1812–1888   | De Nationalliberale  | Regierung Bang, Regierung Andræ, Regierung Hall I                      |
| 6. Mai 1859        | 2. Dezember 1859   | Ditlev Gothard Monrad            | 1811–1887   | De Nationalliberale  | Regierung Hall I                                                       |
| 2. Dezember 1859   | 24. Februar 1860   | Vilhelm August Borgen            | 1808–1884   | Venstre              | Regierung Rotwitt                                                      |
| 24. Februar 1860   | 31. Dezember 1863  | Ditlev Gothard Monrad            | 1811–1887   | De Nationalliberale  | Regierung Hall II                                                      |
| 31. Dezember 1863  | 11. Juli 1864      | Christian Thorning Engelstoft    | 1805–1889   | parteilos            | Regierung Monrad                                                       |
| 11. Juli 1864      | 30. März 1865      | Eugenius Sophus Ernst Heltzen    | 1818–1898   | parteilos            | Regierung Bluhme II                                                    |
| 7. April 1865      | 6. November 1865   | Cosmus Bræstrup                  | 1789–1870   | parteilos            | Regierung Bluhme II                                                    |
| 6. November 1865   | 4. September 1867  | Theodor Rosenørn-Teilmann        | 1817–1879   | parteilos            | Regierung Frijs                                                        |
| 4. September 1867  | 6. März 1868       | Peter Christian Kierkegaard      | 1805–1888   | parteilos            | Regierung Frijs                                                        |
| 6. März 1868       | 15. März 1868      | Christen Andreas Fonnesbech      | 1817–1880   | parteilos            | Regierung Frijs                                                        |
| 15. März 1868      | 22. September 1869 | Aleth Sophus Hansen              | 1817–1889   | parteilos            | Regierung Frijs                                                        |
| 22. September 1869 | 28. Mai 1870       | Ernst Emil Rosenørn              | 1810–1894   | parteilos            | Regierung Frijs                                                        |
| 28. Mai 1870       | 14. Juli 1874      | Carl Christian Hall              | 1812–1888   | De Nationalliberale  | Regierung Holstein-Holsteinborg                                        |
| 14. Juli 1874      | 11. Juni 1875      | Jens Jacob Asmussen Worsaae      | 1821–1885   | parteilos            | Regierung Fonnesbech                                                   |
| 11. Juni 1875      | 24. August 1880    | Johan Christian Henrik Fischer   | 1814–1885   | Højre                | Regierung Estrup                                                       |
| 24. August 1880    | 6. Juli 1891       | Jacob Scavenius                  | 1838–1915   | Højre                | Regierung Estrup                                                       |
| 10. Juli 1891      | 7. August 1894     | Carl Goos                        | 1835–1917   | Højre                | Regierung Estrup                                                       |
| 7. August 1894     | 23. Mai 1897       | Vilhelm Bardenfleth              | 1850–1933   | Højre                | Regierung Reedtz-Thott                                                 |
| 23. Mai 1897       | 27. April 1900     | Hans Valdemar Sthyr              | 1838–1905   | parteilos            | Regierung Hørring                                                      |
| 27. April 1900     | 24. Juli 1901      | Jens Jakobsen Kokholm Bjerre     | ?–?         | ?                    | Regierung Sehested                                                     |
| 24. Juli 1901      | 14. Januar 1905    | Jens Christian Christensen       | 1856–1930   | Venstre              | Regierung Deuntzer                                                     |
| 14. Januar 1905    | 28. Oktober 1909   | Enevold Sørensen                 | 1850–1920   | Venstre              | Regierung Neergaard I, Regierung Holstein-Ledreborg, Regierung Zahle I |
| 28. Oktober 1909   | 5. Juli 1910       | Michael Cosmus Bornemann Nielsen | ?–?         | Venstre              | Regierung Berntsen                                                     |
| 5. Juli 1910       | 21. Juni 1913      | Jacob Appel                      | 1866–1931   | Venstre              | Regierung Zahle II                                                     |
| 21. Juni 1913      | 28. April 1916     | Søren Keiser-Nielsen             | 1856–1926   | Det Radikale Venstre | Regierung Liebe                                                        |